# 꽝찌에우
꽝찌에우(베트남어: Quang Chiếu / 光照 광조, 1533년 ~ 1536년)는 베트남 후 레 왕조 때 레히엔(黎憲)이 사용한 연호이다. 베트남의 역사서에는 기록이 없으나, 중국의 정사 중 《명사》(明史)의 안남열전(安南列傳)에서만 등장하는 기록이다. 

## 개원 기록
- 《명사》(明史) 권321 〈열전〉(列傳) 제209 외국(外國)2 - 안남(安南)[1]

## 연대 대조표
| 꽝찌에우 | 서기 (西紀) | 간지 (干支) | 후 레 왕조 연호       | 막 왕조 연호     | 명나라 연호     |
| 원년     | 1533년      | 계사 (癸巳) | 응우옌호아(元和) 원년 | 다이찐(大正) 4년 | 가정(嘉靖) 12년 |
| 2년      | 1534년      | 갑오 (甲午) | 응우옌호아 2년        | 다이찐 5년       | 가정 13년       |
| 3년      | 1535년      | 을미 (乙未) | 응우옌호아 3년        | 다이찐 6년       | 가정 14년       |
| 4년      | 1536년      | 병신 (丙申) | 응우옌호아 3년        | 다이찐 7년       | 가정 15년       |